# 朱載埨
徽悼王朱載埨（1526年—1556年），是恭王朱厚爝庶第二子，明朝第四代徽王。朱載埨於嘉靖十六年（1537年）受封浦成王，三十年（1551年）襲封徽王，在位五年。嘉靖三十五年（1556年），下旨罪降庶人，廢其國。並發配高牆，同年他自殺，年三十一，此後徽國由徽府宗理管理。後隆武時追復朱載埨名號，補諡號曰悼。

## 生平
有南陽方士梁高輔，煉製房中密藥，其配方乃用紅鉛梅子，加上出生嬰兒未哭啼時口中之血而成，取名為含真餅，朱載埨將含真餅交予梁高輔及道士陶仲文兩人代為進獻給明世宗。明世宗大悅，封梁高輔為通妙散人，朱載埨為清微翊教輔化忠孝真人，且賜予金印如同其父朱厚爝。仗著明世宗的寵信，朱載埨開始恣意妄為，不但毀壞民宅，興建王府臺榭花園。官員王章勸誡朱載埨，反被他杖殺。又曾微服至揚州、鳳陽等地，被巡邏者捕獲，拘留三個月後，方得脫身回到封國。
當時梁高輔聖眷正隆，因此不再像以往般親近朱載埨，雙方的關係開始惡化。後來梁高輔在京訪求梅子不得，寫信向朱載埨索要，朱載埨不給梁高輔，卻遣人送給陶仲文，梁高輔為此感到更加不悅且怨恨朱載埨，遂向明世宗上奏朱載埨擅離封地，以及其他諸多過失，明世宗因而開始懷疑朱載埨，下令遞奪朱載埨的真人金印。明世宗更以密函封送給陶仲文，其內文中寫有「莫管徽事」之語，陶仲文知道徽王禍事已成，亦不敢進言。
當時有百姓耿安控告朱載埨強奪其女之事正在審理，負責查驗的官員因為朱載埨之父斫琴之事禍延河南巡撫雒昂及巡按御史王三聘，懷恨在心，故揭發朱載埨所做不法之事成大獄，論罪廢為庶人。當時朱載埨居住宮中，防範甚嚴，獄訟結果不得而知。直到明世宗遣宦官連同撫按到達，朱載埨才開始感到恐懼，嘆息道：「吾不能自明，徒生奚為！」遂自縊死。王妃沈氏、次妃林氏以及眾多宮人皆取帛自縊同死。
子七人：安陽王朱翊錡、萬善王朱翊鈁、三子朱翊鉞（未封爵）、四子朱翊鏼（未封爵），以及还未请名的三个儿子；女三人均未封。朱載埨獲罪後，朱翊錡、朱翊鈁也一并被废。
朱翊錡子朱常渰後於隆武元年（1645年）十一月襲封徽王。